# Literatura eròtica
La literatura eròtica presenta una temàtica relacionada amb l'amor en totes les seves manifestacions, però especialment en la seva manifestació física. Ara bé, l'erotisme no és ben bé real, sinó que pertany al terreny de la fantasia, és per aquest motiu que a la literatura eròtica hi ha un gran nombre de descripcions d'accions i d'explicacions de les sensacions i es tendeix a renunciar a les elisions. D'altra banda, cal esmentar que es fa servir sovint un lèxic molt específic i es tendeix a utilitzar expressions del registre col·loquial.
Cal dir, també que la literatura eròtica és un gènere que ha estat present a la literatura des de l'antiguitat, en són un clar narracions orientals com ara Les mil i una nits o Calila i Dimna. A la literatura catalana un dels exemples més clars el trobem a una de les obres més importants: el Tirant lo Blanch, on trobem escenes com aquella en què Tirant contempla Carmesina quan s'està banyant o quan, amb l'ajuda de Plaerdemavida, reeix acaronar el cos de la seva estimada Carmesina. L'erotisme forma part de la cultura i n'impregna l'existència humana, per tant és totalment lícit i lògic que la literatura se'n faci ressò, independentment de la llengua que es faci servir o de l'època en què hi sigui present.
Unes autores ocultes sota els pseudònims Christie Sims i Alara Branwen són les mares del gènere de la literatura eròtica amb dinosaures amb unes novel·les autopublicades.
A Espanya a final de la dècada dels 1970 i la dècada dels 1980 es publicaren col·leccions de literatura eròtica per Tusquets (La sonrisa vertical), La Magrana (La marrana) i Pòrtic (La piga).
A Itàlia, l'escriptora Una Chi, ha aconseguit el màxim èxit amb una escriptura culta i freda d'anàlisi.
Des de 1994, la Mancomunitat de la Vall d'Albaida amb la col·laboració de l'editorial Bromera organitza les obres premiades pel Premi de Literatura Eròtica de la Vall d'Albaida.